# Abertamy
Abertamy (Duits: Abertham) is een kleine Tsjechische stad in de regio Karlsbad in het district Karlsbad. De stad tel 896 inwoners (2023) en ligt in het Ertsgebergte op 900 meter boven NN.

## Geschiedenis
Abertamy werd in 1529 gesticht en behield tot 1579 de status van een koninklijke bergstad. Nadat de welvarende tin- en zilverperiode voorbij was ontwikkelde de stad zich als een industrieel centrum met onder andere een handschoenenfabriek en een kunstbloemenfabriek. De mijnbouw naar kobalt speelt ook een belangrijke rol in de geschiedenis van Abertamy. De stad heeft ook bekendheid verworven door de "Aberthamer" geitenkaas.
In 1939 had Abertamy 2939 inwoners. De Duitssprekende bevolking moest na 1945 volledig de streek verlaten, waarna het de Tsjechische bevolking was die de dienst ging uitmaken. Na 1945 werd in Abertamy uranium uit de mijnen gewonnen. In 2007 krijgt de gemeente Abertamy (opnieuw) de status stad.
Abertamy is tegenwoordig een wintersportstad. Veel huizen die na de volksverhuizing leegstonden zijn inmiddels gesloopt.

## Bezienswaardigheden
- In de naaste omgeving van Abertamy bevindt zich de 1028 meter hoge Plešivec met een uitkijktoren en een berghotel.
- Er bevindt zich een noodhelperskerk in Abertamy die gebouwd is in 1534 en sinds 1736 in de huidige staat bewaard wordt.

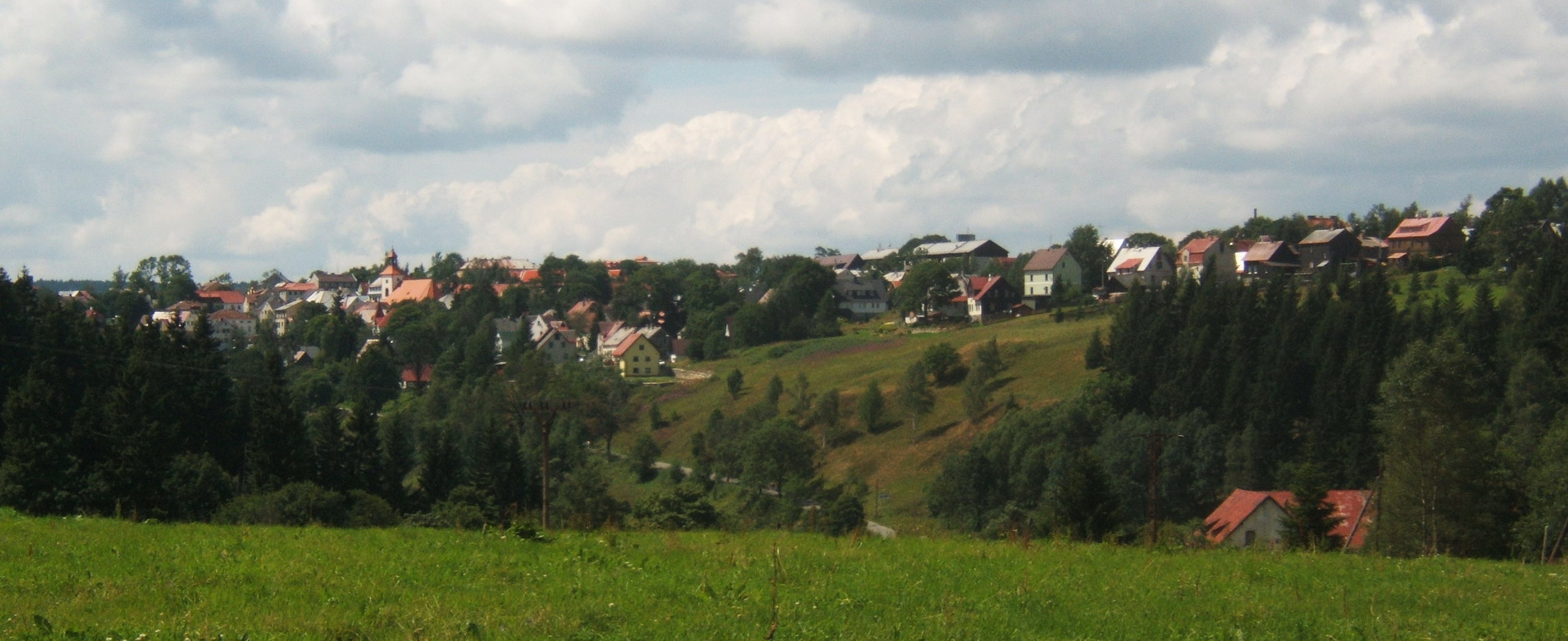
Abertamy
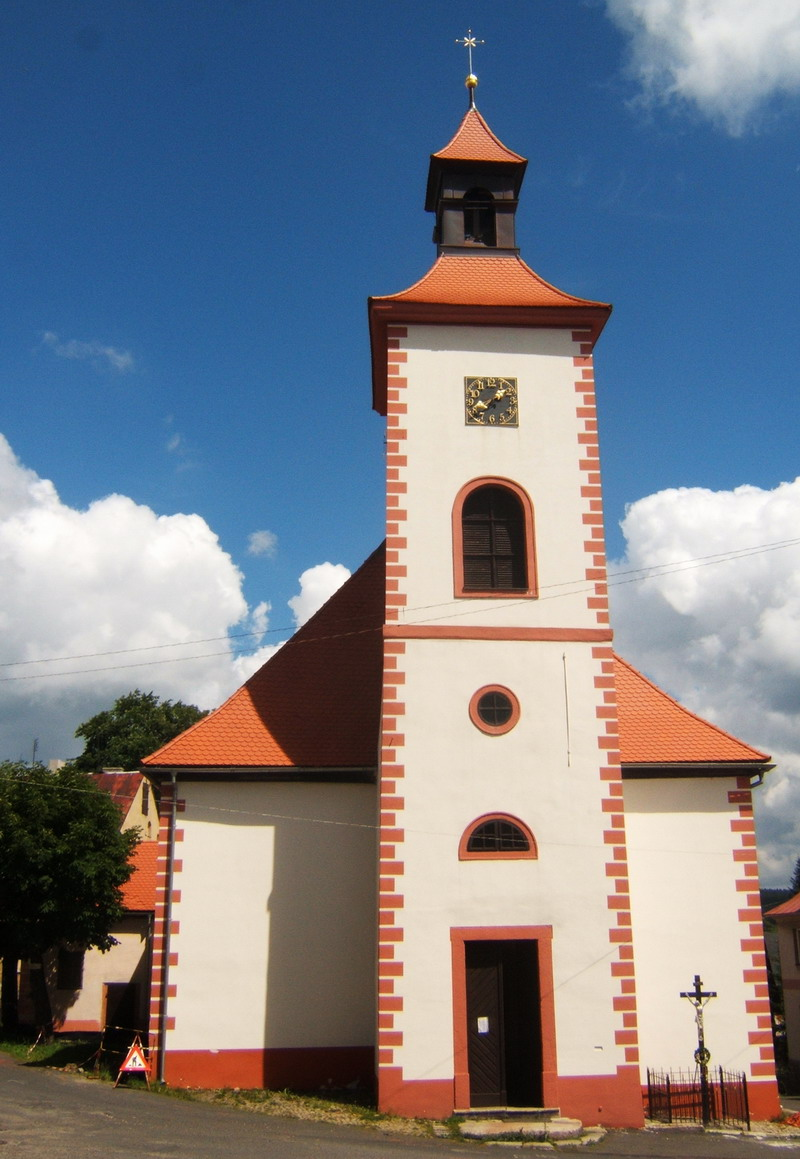
Kerk in Abertamy

Abertamy · Andělská Hora · Bečov nad Teplou · Bochov · Boží Dar · Božičany · Bražec · Březová · Černava · Čichalov · Dalovice · Děpoltovice · Doupovské Hradiště · Hájek · Horní Blatná · Hory · Hroznětín · Chodov · Chyše · Jáchymov · Jenišov · Karlsbad (Karlovy Vary) · Kolová · Krásné Údolí · Krásný Les · Kyselka · Merklín · Mírová · Nejdek · Nová Role · Nové Hamry · Ostrov · Otovice · Otročín · Pernink · Pila · Potůčky · Pšov · Sadov · Smolné Pece · Stanovice · Stráž nad Ohří · Stružná · Šemnice · Štědrá · Teplička · Toužim · Útvina · Valeč · Velichov · Verušičky · Vojenský újezd Hradiště · Vojkovice · Vrbice · Vysoká Pec · Žlutice